# Канора
Канора (укр. Канора) — село в Воловецкой поселковой общине Мукачевского района Закарпатской области Украины.
Население по переписи 2001 года составляло 792 человека. Почтовый индекс — 89100. Телефонный код — 3136. Код КОАТУУ — 2121555101.